# Justinus Christoph Pech

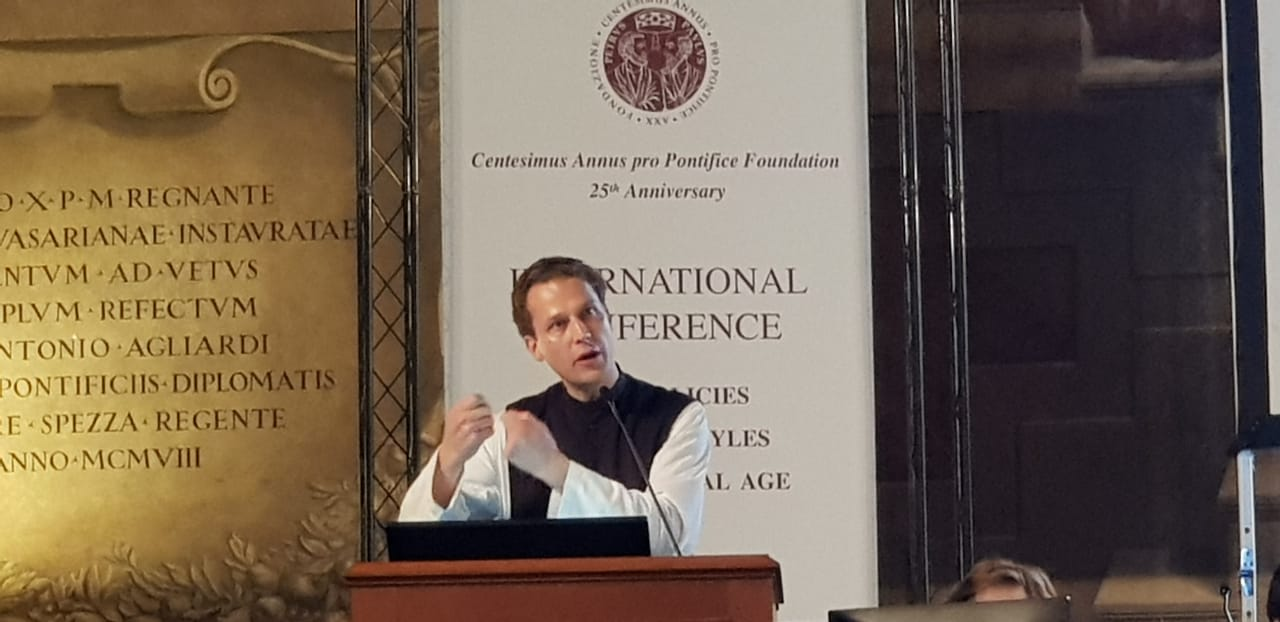
Justinus C. Pech (2018), Konferenz der Päpstlichen Stiftung Centesimus Annus Pro Pontifice in der Apostolischen Signatur, Rom

Justinus Christoph Pech OCist (* 20. Januar 1973 in Bad Soden am Taunus als Christoph Nils Pech) ist ein deutscher Ordensgeistlicher, katholischer Theologe und Wirtschaftswissenschaftler.

## Leben

### Wirtschaftsstudium
Christoph Pech studierte Betriebswirtschaft und Unternehmensführung mit Abschluss Diplom-Kaufmann an der Handelshochschule Leipzig. 1999 war er in Köln und Frankfurt am Main neun Monate lang im Marketingbereich für Procter & Gamble tätig und absolvierte anschließend bis Mitte 2000 ein einjähriges Aufbaustudium für strategisches Management und EU-Lobbying an der vom Opus Dei geführten Universität Navarra im spanischen Pamplona. Nach seiner Rückkehr nach Deutschland gründete er das Interims-Management-Unternehmen Management Angels GmbH in Hamburg. Seit Mitte der 2000er Jahre befasste er sich zunehmend mit Fragen der Wirtschaftsethik. 2007 wurde er bei Manfred Kirchgeorg an der Handelshochschule Leipzig mit einer wirtschaftsethischen Arbeit zum Dr. rer. oec. promoviert.

### Ordenseintritt und Theologiestudium
2006 wurde Pech Zisterzienser im Stift Heiligenkreuz bei Wien und nahm den Ordensnamen Justinus an, der an Justin den Märtyrer erinnert. Er studierte Philosophie (Bakk. Phil.) und Katholische Theologie (Dipl.-Theol.) an der Jesuitenhochschule Sankt Georgen in Frankfurt am Main sowie an der Gregoriana in Rom (2009: Lic. theol.). Der Weihbischof der Diözese Graz-Seckau, Franz Lackner OFM, weihte ihn am 26. Dezember 2010 in Heiligenkreuz zum Diakon. Anschließend wirkte er in Rom und Heiligenkreuz im pastoralen Dienst. Die Priesterweihe erhielt er am 19. Juni 2011 durch den Wiener Erzbischof Christoph Schönborn OP in Heiligenkreuz. Im Zuge der Vorbereitung seiner theologischen Dissertation wurde Pech 2011 Mitglied des Neuen Ratzinger-Schülerkreises, an dessen Treffen er bis heute teilnimmt. 2014 wurde er bei Joseph Carola SJ an der Gregoriana zum Dr. theol. promoviert. Im Jahr 2015 übersiedelte er ins Zisterzienserkloster Bochum-Stiepel, eine Tochtergründung von Heiligenkreuz, wo er bis 2019 als Ökonom wirkte.

### Lehrtätigkeit
Ab 2011 war Justinus Pech a. o. Professor für Fundamentaltheologie an der Philosophisch-Theologischen Hochschule Benedikt XVI., die ihn auch nach 2015 noch als Dozent führt. An der Katholisch-Theologischen Fakultät der Johannes Gutenberg-Universität Mainz ist er seit 2015 als Habilitand im Fach Dogmatik bei Leonhard Hell angemeldet. Seit 2016 hat er einen Lehrauftrag im Fachbereich Systematische Theologie an der Universität Duisburg-Essen. Im Sommer 2016 war er als Gastprofessor für „Leadership, Management Strategy and Business Ethics“ an der Sommeruniversität der Universität Aarhus präsent und ist seit 2017 Gastprofessor für Leadership an der Handelshochschule Leipzig HHL. Im Sommersemester 2018 war er Lehrstuhlvertreter für Dogmatik und Dogmengeschichte an der Katholisch-Theologischen Fakultät der Ruhr-Universität Bochum und vertrat den in Berlin forschenden Lehrstuhlinhaber Georg Essen. Seit seinem Umzug nach Leipzig lehrt er unter Beibehaltung seiner Gasttätigkeit an der HHL auch am Leipziger Zweigcampus der britischen Lancaster University.
Im Dezember 2016 übernahm Pech die Leitung des „Auditorium Kloster Stiepel“, einer 1996 eingerichteten Veranstaltungsreihe mit geistlichen Vorträgen für Erwachsene.
An der HHL Leipzig ist Justinus Pech als Academic Director Part-time MBA im Rahmen der HHL Sustainable Leadership Experience tätig. Zudem ist er Vorstandsmitglied der Gesellschaft der Freunde der HHL e.V. sowie  HHL Student Counselor.

### Sonstiges
Im Jahr 2015 gründete Pech in Bochum das seither von ihm geleitete „Institut für Führungsethik“, das sich mit dem Coaching von Führungskräften und der Konzeption und Leitung von Seminaren zu Führungsfragen beschäftigt. 2020 übersiedelte das Institut nach Leipzig. Pech war von 2012 bis 2022 Mitglied der Päpstlichen Stiftung Centesimus Annus Pro Pontifice und deren geistlicher Assistent für Nordrhein-Westfalen. Seit 2012 ist er Mitglied der Animabruderschaft der deutschsprachigen Nationalkirche Santa Maria dell’Anima in Rom.
Als Ökonom seines Klosters brachte er 2018 mit der Gin-Marke Monastic Dry Gin den weltweit ersten Kloster-Gin auf den Markt, der über den Klosterladen, örtliche Supermärkte sowie befreundete Kloster- und Naturwarenläden in Deutschland und Österreich, teils auch im Internet vertrieben wird. Die Kräuter dafür pflanzte und erntete er im Bochumer Klostergarten. Seit 2020 ist die Destillerie im Zisterzienserinnenkloster Helfta in Lutherstadt Eisleben angesiedelt, wo das Getränk schon 2019 vermarktet wurde.
Nach seinem Auszug aus Stiepel war Pech bis Sommer 2021 als Seelsorger an der römisch-katholischen St. Bonifatius-Pfarrei in Leipzig-Connewitz tätig. Er lebt in einer eigenen Wohnung in Leipzig.

## Schriften
Autor
- Bedeutung der Wirtschaftsethik für die marktorientierte Unternehmensführung (Schriftenreihe der HHL Leipzig Graduate School of Management). Gabler, Wiesbaden 2008, ISBN 978-3-8350-5530-8 (zugleich Dissertation, Handelshochschule Leipzig 2007).
- Hinführung. Für uns ist Christus alles. In: Benedikt XVI.: Die Kirchenväter. Benno Verlag, Leipzig 2008, ISBN 978-3-7462-2485-5, S. 7–23.
- Freiheit und Verantwortung. Wegweisungen in Zeiten der Wirtschaftskrise. Inklusive der Sozialenzyklika „Caritas in veritate – Liebe in Wahrheit“ von Benedikt XVI. St. Benno Verlag, Leipzig 2009, ISBN 978-3-7462-2740-5.
- Paradox und Wahrheit. Ansatz zu einer Gnadenlehre auf der Grundlage von zwei zentralen Begriffen in den theologischen Entwürfen von Henri de Lubac „Paradox“ und Joseph Ratzinger „Wahrheit“. Pontificia Università Gregoriana, Rom 2014 (Teildruck der theol. Dissertation).
- Paradox und Wahrheit. Henri de Lubac und Joseph Ratzinger im gnadentheologischen Gespräch (= Frankfurter Theologische Studien. Band 77). Aschendorff, Münster 2020, ISBN 978-3-402-16068-8 (Neudruck der theol. Dissertation).

Herausgeber
- mit Maximilian Heim: Zur Mitte der Theologie im Werk von Joseph Ratzinger/Benedikt XVI. (= Ratzinger-Studien. Band 6). Pustet, Regensburg 2013, ISBN 978-3-7917-2545-1.
- mit Alkuin Schachenmayr: Zwischen Philosophie und Theologie. Interpretationen zu zentralen fundamentaltheologischen Begriffen (= Schriftenreihe des Instituts für Dogmatik und Fundamentaltheologie an der Phil.-Theol. Hochschule Benedikt XVI. Heiligenkreuz. Band 3). 3., erweiterte Auflage, Be&Be-Verlag, Heiligenkreuz 2016, ISBN 978-3-903118-04-1.
- mit Alkuin Schachenmayr: Zwischen Philosophie und Theologie. Interpretationen zu zentralen fundamentaltheologischen Begriffen, 1. und 2. Aufl., Be&Be Verlag, Heiligenkreuz 2013. ISBN 978-3-902694-55-3.
- mit Cornelius Keppeler: Zeitgenössische Kirchenverständnisse. Acht ekklesiologische Porträts (= Schriftenreihe des Instituts für Dogmatik und Fundamentaltheologie an der Phil.-Theol. Hochschule Benedikt XVI. Heiligenkreuz. Band 4). 2., erweiterte Auflage, Be&Be-Verlag, Heiligenkreuz 2015, ISBN 978-3-902694-93-5.
- mit Cornelius Keppeler: Zeitgenössische Kirchenverständnisse. Acht ekklesiologische Porträts, Be&Be Verlag, Heiligenkreuz 2013. ISBN 978-3-902694-64-5.
- mit Camillo Ruini: Quellen – Auslegungen – Perspektiven. Internationale theologische Reflexionen der Premio-Ratzinger-Preisträger (= Ratzinger-Studien. Band 7). Pustet, Regensburg 2015, ISBN 978-3-7917-2593-2.
- mit Cornelius Keppeler: Einflussreich, aber vergessen?. Theologische Denker aus der 1. Hälfte des 20. Jahrhunderts (= Schriftenreihe des Instituts für Dogmatik und Fundamentaltheologie an der Phil.-Theol. Hochschule Benedikt XVI. Heiligenkreuz. Band 5). Be&Be-Verlag, Heiligenkreuz 2016, ISBN 978-3-902694-94-2.
- mit Peter Hofmann: Jörg Splett: Philosophie für die Theologie. Mit einer Laudatio von Bischof Rudolf Voderholzer. Be&Be-Verlag, Heiligenkreuz 2016, ISBN 978-3-902694-88-1.